# Stórihöfði
Stórihöfði är ett berg i republiken Island. Det ligger i regionen Suðurland, 130 km öster om huvudstaden Reykjavík. Toppen på Stórihöfði är 1 043 meter över havet.
Trakten runt Stórihöfði är nära nog obefolkad, med mindre än två invånare per kvadratkilometer. Det finns inga samhällen i närheten. Trakten runt Stórihöfði består i huvudsak av gräsmarker.